# Hadena gasiva
Hadena gasiva là một loài bướm đêm trong họ Noctuidae.